# Enterovirus
Enterovirus är en grupp virussorter som bland annat orsakar förkylning och polio. Enterovirus drabbar runt 10 miljoner människor i USA varje år och möjligen omkring en miljard eller mer i hela världen. Enterovirus inkluderar typerna poliovirus, coxsackievirus, echovirus och dessa ingår i familjen Picornaviridae. Det finns över 100 typer av icke-polio-enterovirus som kan orsaka sjukdom hos människan. Enterovirus är tåligt mot låga pH-värden som gör att det klarar av magsäckens sura miljö. De flesta som smittas av viruset är barn och de med nedsatt immunförsvar.

## Historia
Poliovirus upptäcktes i början på 1900-talet. Besläktade enterovirus upptäcktes när man tittade på poliovirusinfekterade celler i mikroskop 1958. Sedan 1970 har nya identifierade enterovirus delats in i nummer från 68 och uppåt. Den mest kända är enterovirus 71 som orsakar hand-, fot- och munsjukdom och i sällsynta fall kan orsaka hjärnhinneinflammation.

## Struktur och arvsmassa
Enterovirusets partikel är sfärisk. Arvsmassan består av en RNA-molekyl med samma polaritet som ett cellulärt mRNA, d.v.s. ett så kallat plussträngat RNA-virus. Viruset är sålunda uppbyggt av RNA och protein och saknar membranhölje.

## Livscykel
Enterovirus genomgår sin replikationscykel på 6–10 timmar. Replikationen av viruset uppstår i epitelceller och lymfoida vävnader i de övre luftvägarna och i mag- och tarmkanalen. Viruset sprids sedan vidare till andra områden i kroppen, t.ex. centrala nervsystemet, hjärtat, lever, lungor och skelettmuskler. Viruset orsakar celldöd och inflammation. Cykeln slutar då antikropparna slår ut viruset. Antikropparna kan reagera med värdens vävnader och orsaka inflammation i hjärtat, njurarna och muskelvävnaden. Människan är den naturliga värden för de flesta enterovirus. Enterovirus kan ligga latent och efter längre tid ge upphov till sjukdom.

## Händelseförlopp
Enterovirus är enkelsträngade RNA-virus med samma polaritet som cellens mRNA, d.v.s. så kallat +ssRNA-virus. Under infektion modifieras specifika intracellulära membraner och gör om dem till strukturer som stödjer virusets egna RNA-syntes. RNA-replikationen är förknippad med förändring på membranstrukturen hos endoplasmatiska retikulumet och golgiapparaten. Förändringen leder till att cellen till slut dör.  Viruset kan sålunda precis som alla andra virus endast replikera sig med hjälp av en värdcell.

## Smittvägar
Viruset smittar via vatten, födoämnen, avföring och kontaktsmitta. Olika typer av viruset cirkulerar under olika år. Under juli till oktober är smittspridningen mest framgångsrik. Det smittar främst barn och ungdomar eftersom de inte har utvecklat antikroppar samt de med nedsatt immunförsvar. Inkubationstiden från att man blir smittad till symtom uppstår är fyra till sju dagar. Viruset kan överleva i kyla och tål klorin samt kan överleva på en yta i flera dygn vilket leder till att den lätt kan smitta.

## Symtom av viruset
Det är vanligt att vara symtomfri men ett och samma virus kan orsaka ett flertal symtom. De symtom som kan uppstå är bland annat feber, muskelvärk och olika former av hudutslag. Men också snuva, halsont, nedsatt lukt- och smaksinne, smärta i övre och nedre mag- och tarmkanalen, kramp, illamående och diarré.

## Sjukdomar som orsakas av enterovirus
Hjärnhinneinflammation (enterovirus är vanligaste orsaken till viral meningit i Sverige), hjärtmuskelinflammation, seronegativ artrit, polio, samt möjligen typ-1 diabetes.

## Behandling och prevention
Det finns ännu inga antivirala medel för klinisk användning, men de är under utveckling. Vaccin finns endast mot polioviruset. Det är inte alla som får symtom vid smitta av enterovirus och därför anses behovet av vaccin mot andra virus än polioviruset inte stort. Skillnaderna mellan de olika typerna av viruset är stora och därför ger infektion av en typ inte skydd mot andra typer av viruset.